# Weiach
Weiach é uma comuna da Suíça, situada no distrito de Dielsdorf, no cantão de Zurique. Tem 9,58 km² de área e sua população em 2018 foi estimada em 1.809 habitantes.